# María Gravina Telechea
María F. Gravina Telechea (12 de diciembre de 1939, Montevideo) es una poeta uruguaya.

## Biografía
Durante el período de la dictadura cívico-militar en Uruguay, Gravina vivió en el extranjero. En esos años residió en Chile, Suecia, Cuba y México. Por su trabajo publicado en 1979, titulado "Lázaro vuela rojo" se le concedió el premio Casa de las Américas. Sus poemas han aparecido en distintas revistas nacionales e internacionales, especialmente en el suplemento "La República de las Mujeres".

## Obra
- Que las cosas fabriquen sus finales (Estuario editora. Montevideo, 2010)
- La leche de las piedras (DestaBanda, 1988)
- Que diga Quincho (Ed. Nueva Nicaragua. Managua, 1982)
- Lázaro vuela rojo (Casa de las Américas. Cuba, 1979)